# Иулий Ортский

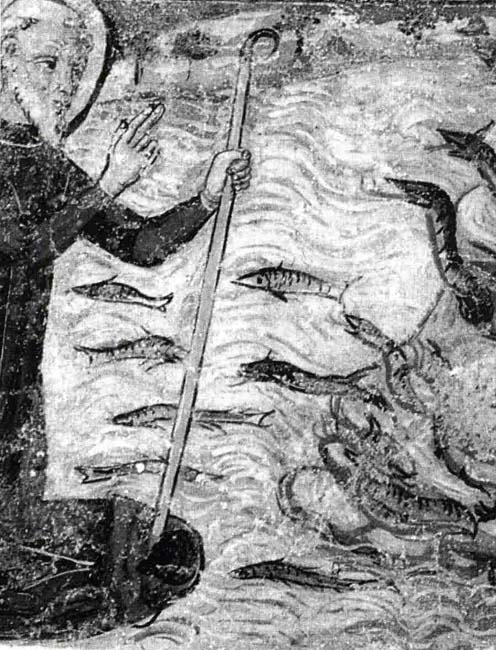
Святой Иулий с озера Лаго-Маджоре

Иулий с острова Орта (умер в 390) — святой, священник с озера Орта. Память — 31 января, 4 июля (Сербская Православная церковь).
Святой Иулий был родом с острова Эгина, Греция. Он и его брат Иулиан с озера Орта, диакон, в IV веке отправились на берега этого озера и озера Лаго-Маджоре с христианской проповедью.